# فلسطين الجديدة (إلينوي)
فلسطين الجديدة (نيو بالستاين) هي مجتمع غير مدمج تقع في مقاطعة راندولف (إلينوي)، بولاية إلينوي، الولايات المتحدة، يقع هذا المجتمع عند تقاطع الطرق 3 و 1 5.7 ميل (9.2 كـم) شمال تشيستر.